# WCDMA01
WCDMA01 è una District Management Area della municipalità distrettuale di West Coast
Il suo territorio si estende su una superficie di 8.352 km²; la sua popolazione, in base al censimento del 2001, è di 4.674 abitanti.
Questo DMA è costituito da quattro aree non contigue.

## Area 1
L'area più vasta  è situata a nord della municipalità locale di Matzikama.

### Città principali
- Biesiesfontein
- Bitterfontein
- Kliprand
- Komkans
- Nuwerus
- Rietpoort

### Fiumi
- Doring
- Geelbeks
- Groot - Garoep
- Hartbees
- Kleinfontein
- Klein – Goerap
- Nabeeb
- Ondertuins
- Rooiberg
- Sout
- Swart – Doring

## Area 2
Questa è una delle due aree che si trovano all'interno della municipalità locale di Cederberg e rappresenta l'area più vasta.

### Fiumi
- Driehoek
- Heks
- Jan Dissals
- Rondegat

## Area 3
Questa è una delle due aree che si trovano all'interno della municipalità locale di Cederberg e rappresenta l'area con la minore superficie.

## Area 4
Questa area si trova tra le municipalità locale di Saldanha Bay e Swartland.